# Cotia
Cotia est une ville brésilienne de l'État de São Paulo. La municipalité s'étend sur 324 km². Elle était estimée à 179 685 habitants en 2006.

## Démographie
| Évolution de la population (municipalité) | Évolution de la population (municipalité) | Évolution de la population (municipalité) | Évolution de la population (municipalité) |
| Année                                     | Population                                |                                           | %±                                        |
| ----------------------------------------- | ----------------------------------------- | ----------------------------------------- | ----------------------------------------- |
| 1920                                      | 9 340                                     |                                           |                                           |
| 1940                                      | 11 387                                    |                                           | 21,9%                                     |
| 1950                                      | 18 487                                    |                                           | 62,4%                                     |
| 1960                                      | 17 906                                    |                                           | −3,1%                                     |
| 1970                                      | 30 924                                    |                                           | 72,7%                                     |
| 1980                                      | 62 948                                    |                                           | 103,6%                                    |
| 1991                                      | 107 453                                   |                                           | 70,7%                                     |
| 2000                                      | 148 987                                   |                                           | 38,7%                                     |
| 2010                                      | 201 150                                   |                                           | 35,0%                                     |
| 2022                                      | 274 413                                   |                                           | 36,4%                                     |
| ,                                         |                                           |                                           |                                           |

## Maires
| Période | Période | Identité               | Étiquette | Qualité |
| ------- | ------- | ---------------------- | --------- | ------- |
| 2009    | 2012    | Antônio Carlos Camargo | PSDB      |         |